# Nikolai Petrowitsch Rumjanzew

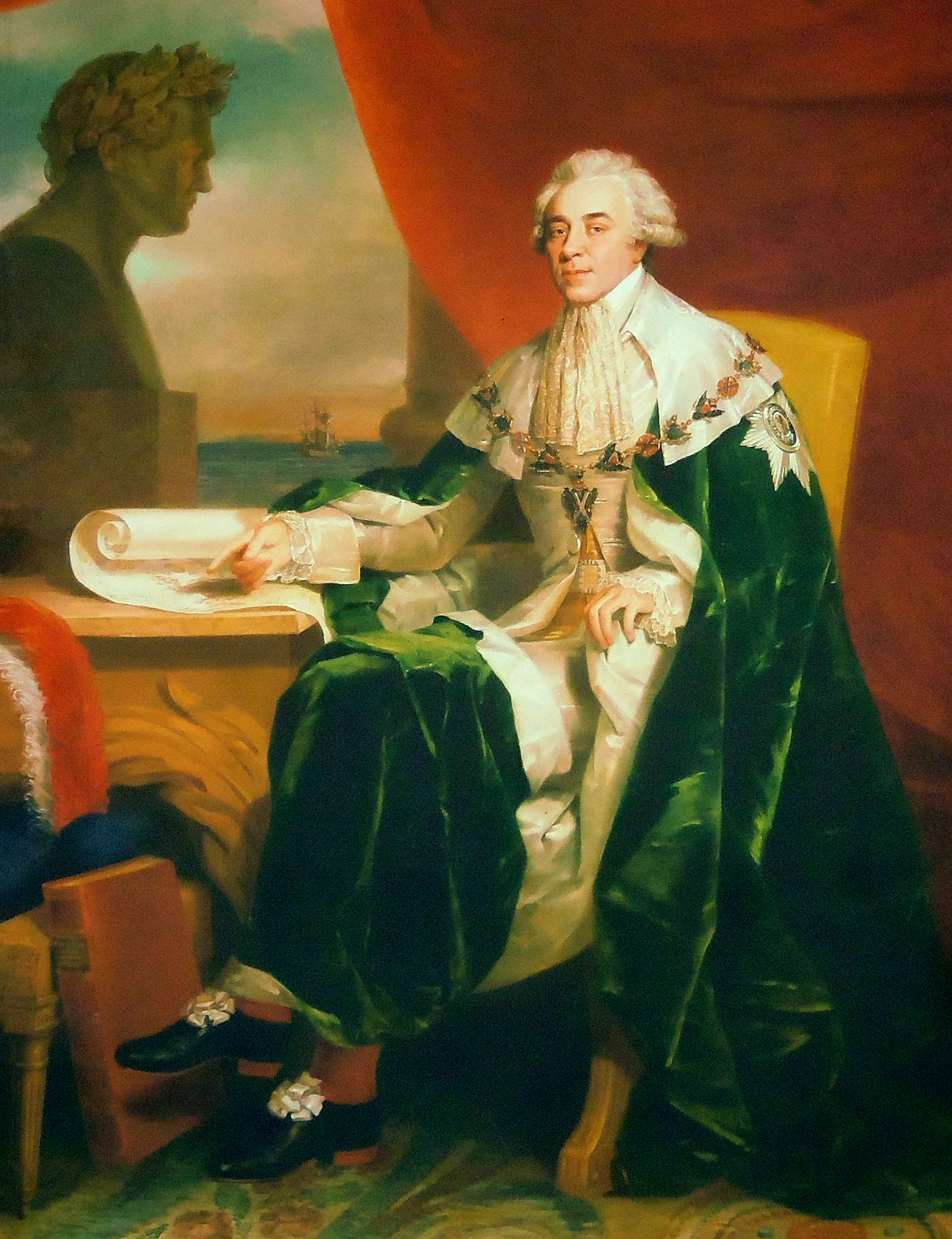
Nikolai Rumjanzew in einem Porträt von George Dawe

Graf Nikolai Petrowitsch Rumjanzew (russisch Николай Петрович Румянцев, in älterer dt. Literatur häufig Romanzow; * 3. Apriljul. / 14. April 1754greg. in Sankt Petersburg; † 3. Januarjul. / 15. Januar 1826greg. ebenda), Sohn von Pjotr Alexandrowitsch Rumjanzew-Sadunaiski, war ein russischer Staatsmann und Gelehrter.
Er war von 1779 bis 1796 bevollmächtigter Minister in Frankfurt am Main und nach der Thronbesteigung Alexanders I. Kommerzienminister und Oberdirektor der Wasser- und Wegebauten. 1807 wurde Graf Rumjanzew zum Minister des Auswärtigen und bald darauf zum Reichskanzler ernannt. Er begleitete den Zaren 1808 nach Erfurt, wo sich dieser mit Napoleon traf. Er schloss am 17. September 1809 mit Schweden den Frieden von Frederikshamn.
1811 traf Graf Rumjanzew auf Alexander von Humboldt, den er zu einer Expedition nach Sibirien einlud. Die Expedition fand letztlich erst 1829, nach Nikolais Tod, statt.
Als er 1812 die Nachricht über die Invasion Russlands durch Napoleon erhielt, erlitt Graf Rumjanzew einen Schlaganfall und verlor sein Gehör, woraufhin er sich aus dem öffentlichen Leben zurückzog. Er rüstete auf eigene Kosten das Schiff Rurik zu einer Reise um die Welt aus, die von 1815 bis 1818 unter Führung des Leutnants Otto von Kotzebue stattfand. Zu Nikolais Ehren wurde einer auf dieser Reise entdeckten Inseln der Name Romanzow (heute: Wotje, Marshallinseln 9° 26′ 30″ N, 170° 1′ 0″ O) gegeben.
Graf Rumjanzew war begeisterter Sammler und errichtete ein Museum, das 1861 von St. Petersburg nach Moskau gebracht wurde und den Grundstock für das Rumjanzew-Museum bildete. Aus der Bibliothek entstand die Russische Staatsbibliothek. Er sammelte auch Materialien zur russischen Geschichte und schrieb selber zahlreiche historische und literarische Abhandlungen. Seit 1822 war er Ehrenmitglied der Bayerischen Akademie der Wissenschaften.
1817 ließ Alexander I. von Antonio Canova eine Kolossalstatue des Friedens errichten, zum Gedenken an drei Generationen Rumjanzews.